# Šašina
Šašina (lat. Scirpus), biljni rod iz porodice šiljovki. Pripada mu oko 50 vrsta trajnica, od kojih neke rastu i po Hrvatskoj, a neke su na neki način uvezene, kao viseći šaš, koja je u Hrvatskoj uočena tek 2010-ih godina u Kopačkom ritu, i na još nekim mjestima u Slavoniji.
Šašine su vodene biljke raširene po Euroaziji i Sjevernoj Americi. Neke od vrsta koje u hrvatskoj rastu su korjenita šašina (S. radicans), š. šašina (S. sylvaticus) i spomenuti viseći šaš.

## Vrste
1. Scirpus ancistrochaetus Schuyler
2. Scirpus angustisquamis Beetle
3. Scirpus atrocinctus Fernald
4. Scirpus atrovirens Willd.
5. Scirpus × celakovskyanus Holub
6. Scirpus chunianus Tang & F.T.Wang
7. Scirpus colchicus Kimer.
8. Scirpus congdonii Britton
9. Scirpus cyperinus (L.) Kunth
10. Scirpus dialgamensis Majeed Kak & Javeid
11. Scirpus dichromenoides C.B.Clarke
12. Scirpus diffusus Schuyler
13. Scirpus divaricatus Elliott
14. Scirpus expansus Fernald
15. Scirpus filipes C.B.Clarke
16. Scirpus flaccidifolius (Fernald) Schuyler
17. Scirpus fragrans Ruiz & Pav.
18. Scirpus fuirenoides Maxim.
19. Scirpus georgianus R.M.Harper
20. Scirpus hainanensis S.M.Huang
21. Scirpus hattorianus Makino
22. Scirpus huae T.Koyama
23. Scirpus karuisawensis Makino
24. Scirpus kimsonensis N.K.Khoi
25. Scirpus kunkelii Barros
26. Scirpus lineatus Michx.
27. Scirpus longii Fernald
28. Scirpus lushanensis Ohwi
29. Scirpus maximowiczii C.B.Clarke
30. Scirpus melanocaulos Phil.
31. Scirpus microcarpus J.Presl & C.Presl
32. Scirpus mitsukurianus Makino
33. Scirpus molinianus Beetle
34. Scirpus orientalis Ohwi
35. Scirpus pallidus (Britton) Fernald
36. Scirpus paniculatocorymbosus Kük.
37. Scirpus × peckii Britton
38. Scirpus pedicellatus Fernald
39. Scirpus pendulus Muhl.
40. Scirpus petelotii Gross
41. Scirpus polyphyllus Vahl
42. Scirpus polystachyus F.Muell.
43. Scirpus radicans Schkuhr
44. Scirpus reichei Boeckeler
45. Scirpus rosthornii Diels
46. Scirpus spegazzinianus Barros
47. Scirpus sylvaticus L.
48. Scirpus ternatanus Reinw. ex Miq.
49. Scirpus trachycaulos Phil.
50. Scirpus wichurae Boeckeler

## Vanjske poveznice
|  | Zajednički poslužitelj ima još gradiva o temi Scirpus |
|  | Wikivrste imaju podatke o taksonu Scirpus             |